# Södra Sveriges Byggnadstekniska Samfund
Södra Sveriges Byggnadstekniska Samfund, SSBS, är en ideell förening och en sammanslutning av fackmän inom byggnadsbranschen och angränsande verksamhetsområden, såsom arkitekter, ingenjörer, tjänstemän på byggbolag, fastighetsförvaltare m.fl. Samfundets uppgift är att följa och främja utvecklingen inom dessa områden. Samfundet har idag ca 250 medlemmar. Samfundets emblem består av en stiliserad murslev med texten SSBS.

## Historik
Södra Sveriges Byggnadstekniska Samfund grundades den 14 november 1907 i Malmö på initiativ av arkitekten Harald Boklund och ingenjören Theodor Blomqvist. Det konstituerande sammanträdet hölls på Hippodromen.
Samfundets första ordförande var Alfred Arwidius som var dess ordförande 1907-1913. Samfundets första sekreterare var Harald Boklund som var dess sekreterare 1907-1924.
Samfundet engagerade sig, tillsammans med Fredrika Bremer-förbundet, i frågan om behovet av en bostadsinspektions upprättande, något då ännu icke av kommunen ordnat.

Samfundet var remissinstans för Kungl. Maj:ts Nåd. Proposition Nr 258. Kungl. Maj:ts proposition till riksdagen angående omorganisation av och lönereglering för överintendentsämbetet samt an gående länsarkitekter m. m. given Stockholms slott den 16 april 1917. Samfundet yttrade sig över byggnadsfackskolans undervisningsplaner någon gång i slutet av 1910 eller början av 1920 talet, och framförde som en del av det yttrandet följande synpunkt; I detta sammanhang få vi påpeka betydelsen av att den utbildning, som vunnits i denna byggnadsfackskola, bör genom myndigheternas medverkan fastslås såsom mimmikompetens för utövande av byggnadsverksamhet i våra städer och stadsliknande samhällen. Samfundet var var remissinstans för SOU 1928:5 Betänkande med förslag till stadsbyggnadslag och författningar, som därmed hava samband